# 케이프요크바위왈라비
케이프요크바위왈라비(Petrogale coenensis)는 캥거루과에 속하는 바위왈라비속 유대류의 일종이다. 오스트레일리아 퀸즐랜드주 북동부의 케이프요크반도에서 제한적으로 발견된다. 클라로산바위왈라비(P. sharmani)와 마리바바위왈라비(P. mareeba), 갓맨바위왈라비(P. godmani)를 포함하여 모두 퀸즐랜드 주 북동부 지역에서 발견되는 7종의 아주 가까운 바위왈라비 중의 하나이다. 케이프요크바위왈라비는 먹스그레이브 강부터 파스코 강까지의 케이프요크반도 중부 지역에서만 발견된다. 또한 케이프요크바위왈라비는 7종의 무리 중에서 다른 근연종와 지리적으로 완전히 격리된 유일한 종이다. 갓맨바위왈라비가 사는 한 강 저수지에서 약 70km 정도 떨어져 서식한다.